# Pierre-Sylvain Régis
Pierre-Sylvain Régis (1632 – 1707) è stato un filosofo francese.
Aderente al Cartesianesimo, fu un eminente critico di Spinoza. Nel 1699 fu nominato membro dell'Accademia francese delle scienze.

## Biografia
Nativo di Nato a La Salvetat de Blanquefort, vicino ad Agen, si trasferì a Parigi, dopo aver ricevuto un’educazione classica. Frequentò le lezioni di Jacques Rohault e divenne un seguace della filosofia di René Descartes. Insegnò quindi i principi del Cartesianesimo a Tolosa (dal 1665), a Aigues-Mortes, a Montpellier (dal 1671) e di nuovo a Parigi (dal 1680). 
La messa al bando del Cartesianesimo e il divieto di insegnarlo posero fine alle sue lezioni.
Régis fu eletto membro dell'Accademia delle Scienze nel 1699. Morì a Parigi, nel 1707.

## Attività
La sua opera principale fu il Cours entier de philosophie ou Système général selon les Principles de Descartes (pubblicato in 3 volumi a Parigi nel 1690), dove presentò in modo sistematico i principi della filosofia cartesiana.
Avversario dell'idealismo di Malebranche, contro il quale scrisse nel Journal des savants (nel 1693 e nel 1694), Régis modificò il sistema di Cartesio in vari punti in un’ottica empirista. Negò che l'anima umana avesse idee innate ed eterne, sosteneva che tutte le nostre idee sono frutto di modificazioni dell'unione di anima e corpo e che possiamo conoscere il nostro corpo e la nostra estensione con la stessa immediatezza con la quale sono conoscibili la nostra anima e il nostro pensiero.
L’opera fu criticata da Pierre-Daniel Huet e dal professore parigino Jean Duhamel. Régis scrisse poi Réponse au livre qui a pour titre Censura philosophiæ Cartesianæ (Parigi, 1691), e Réponse aux reflectionions critique de M. Duhamel sur le système cartesian de M. Régis (Parigi, 1692). Tra le sue altre opere si ricordano: Usage de la raison et de la foi, ou l'accord de la raison et de la foi, con una Réfutation de l'opinion de Spinoza, touchant l'existence et la nature de Dieu.